# Marceliano Gutiérrez
Marceliano Gutiérrez (n. Majes, Arequipa, 1821 - m. Callao, 26 de julio de 1872) fue un militar peruano, uno de los hermanos Gutiérrez que protagonizaron un golpe de Estado que contra el gobierno del presidente José Balta, el 22 de julio de 1872. Era el más impulsivo, brusco e ignorante de dichos hermanos, y se le acusa de haber ordenado el asesinato del presidente Balta, en venganza por la muerte de su hermano Silvestre. Fue acorralado en el Callao por una turba y murió peleando en combate.

## Los hermanos Gutiérrez
Los hermanos Gutiérrez eran cuatro: Tomás, Silvestre, Marceliano y Marcelino, todos naturales del valle de Majes, en Arequipa, siendo de origen rural. Al momento de protagonizar el golpe de Estado contra Balta, en 1872, eran todos coroneles y tenían cada uno mando de tropas en Lima, a excepción de Tomás, que era ministro de Guerra y Marina. Marceliano comandaba el Batallón de Infantería Zepita N.º 3.
El historiador Jorge Basadre describe así a cada uno de los hermanos Gutiérrez:

Tomás era corpulento y tenía fama de brusco, impetuoso, altivo, ignorante y resuelto; Marceliano distinguíase por ser todavía más atleta, más brusco y más ignorante, con un defecto en el ojo derecho, por el cual se le llamaba el tuerto, y con una voz poderosísima y una presentación imponente, que atraían al público en los días de maniobras de tropas. Silvestre, más delgado y blanco, de cabello crespo, poseía más inteligencia e ilustración, pero creíasele duro y siniestro. Marcelino, en cambio, se distinguía por un carácter apacible.

## Carrera militar
Marceliano tuvo una carrera militar menos distinguida que la de Tomás, quien si tuvo una fulgurante actuación, desde la década de 1850, en las guerras y revoluciones del Perú. Fue ascendido a coronel en la década de 1860. En abril de 1870 se hizo reo del delito de flagelación en la persona del celador Luis Montejo, aunque volvió al servicio activo, durante el gobierno de Balta, a quien sirvió junto con sus tres hermanos. 

## La sublevación
Los coroneles Gutiérrez, disconformes con el triunfo de Manuel Pardo, primer civil que ganaba las elecciones presidenciales, tramaron un golpe de Estado contra el presidente Balta. Previamente, intentaron convencer a este mandatario para que anulara las elecciones, sin resultado. Entonces Silvestre convenció a Tomás para realizar de una vez el plan, en vista que faltaban pocos días para que se efectuara el cambio de mando.
A las dos de la tarde del 22 de julio de 1872, Silvestre entró en el Palacio de Gobierno al frente de dos compañías de su batallón (el Pichincha N.º 2) a relevar las guardias y de pronto se dirigió a las habitaciones del Presidente, a quien encontró e intimó a rendirse. Entre tanto, Marceliano, al frente de su batallón Zepita, proclamaba en la Plaza de Armas Jefe Supremo de la República a Tomás, quien a la vez fue ascendido a general. Balta fue llevado preso al cuartel de San Francisco, donde fue custodiado por Marceliano.
Pero la rebelión no gozó de apoyo de la población. La Marina de Guerra alzó la bandera de la Constitución y la escuadra se hizo a la mar, con dirección al sur, para alentar la resistencia. Aunque en un inicio la ciudadanía no intervino, con el correr de las horas empezaron a salir a las calles grupos de manifestantes. En el Callao estalló también la revuelta contra los Gutiérrez y hacia allí se dirigió Silvestre para imponer el orden, lo que logró, no sin esfuerzo.

## Asesinato de José Balta

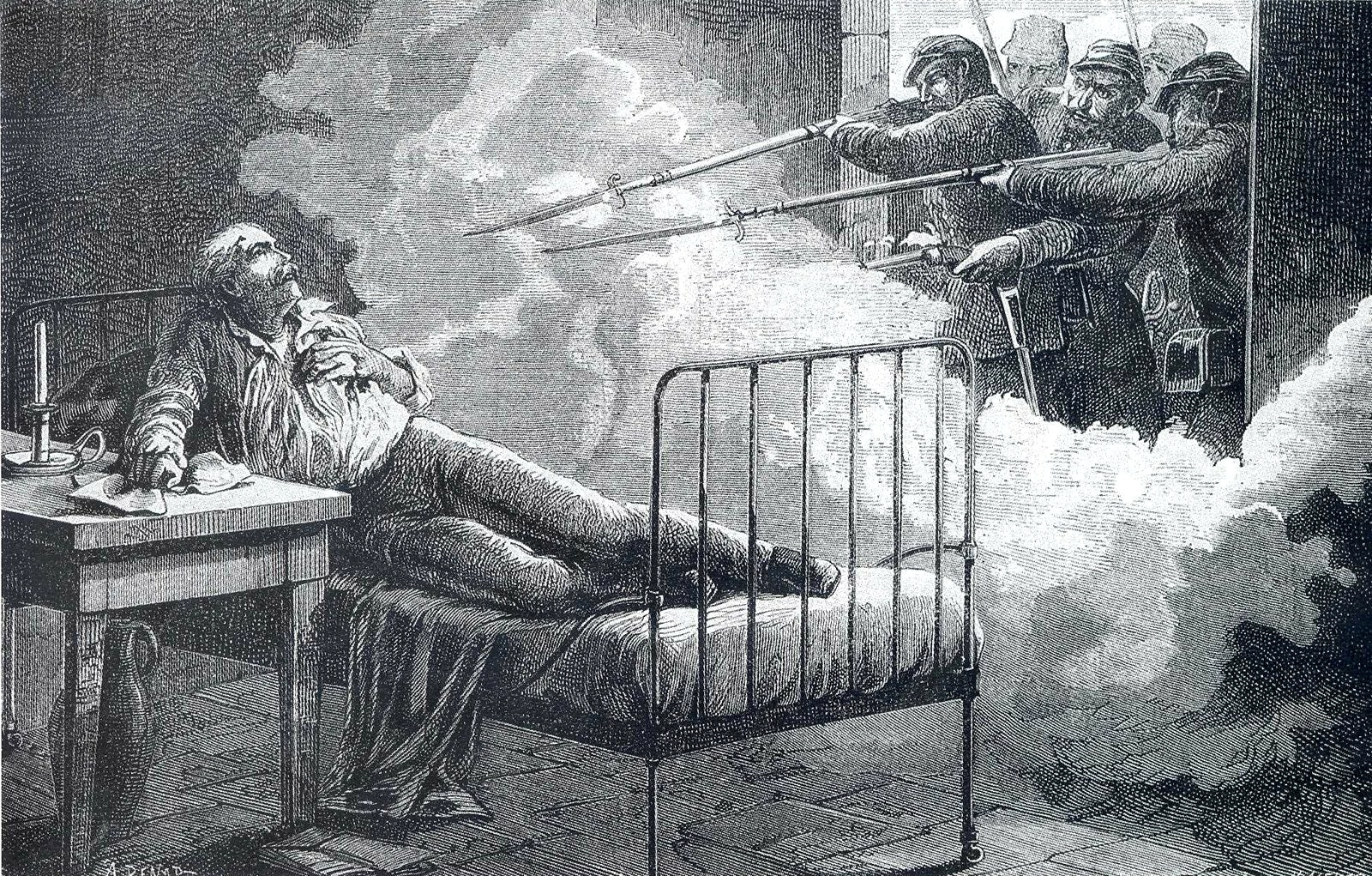
Asesinato de José Balta.

Las escaramuzas arreciaron en la capital. Silvestre Gutiérrez, tras retornar del Callao, murió durante un tiroteo ocurrido en la estación del ferrocarril de la plazuela de San Juan de Dios (hoy Plaza San Martín), en la mañana de 26 de julio. Al enterarse de este hecho, Tomás avisó a su hermano Marceliano, que custodiaba a Balta en el cuartel de San Francisco, por medio de un papel donde escribió: «Marceliano an (sic) muerto a Silvestre. Asegúrate». De inmediato Marceliano formó su batallón y se dirigió a Palacio de Gobierno para reunirse con Tomás. 
Mientras tanto, irrumpieron en la habitación donde se hallaba Balta el mayor Narciso Nájar, el capitán Laureano Espinoza y el teniente Juan Patiño, quienes acribillaron a balazos al presidente, mientras se hallaba dormido. La muerte de Balta fue instantánea, pues un balazo le penetró por debajo de la barba y le destrozó el cerebro. En el juicio que posteriormente se siguió a los magnicidas, estos alegaron haber seguido órdenes de Marceliano, quien vengaba así la muerte de su hermano Silvestre.

## ¿Ordenó Marceliano el asesinato de Balta?
Muchos han asumido como cierta la declaración de los asesinos de Balta, en el sentido de que cumplían órdenes de Marceliano, pero cabe también la posibilidad de que estos mintieran para escudarse en el obedecimiento al superior a fin de que no recayera sobre ellos todo el peso de la justicia. Algunos indicios parecen hacer verosímil esta teoría. Por ejemplo, se dice que Marceliano intercedió ante Tomás para embarcar a Balta en un buque que debió salir del Callao el 24 de julio, con una bolsa de dinero con gasto de viaje, lo que demostraría que la intención de los hermanos era preservar la vida del presidente; por desgracia el barco se retrasó. Aunque cabe también la posibilidad que ante la muerte de Silvestre y fruto de la sobrexcitación del momento, Marceliano cambiara de parecer y ordenara la muerte de Balta. Sería como venganza personal, pues un rumor afirmaba que entre los asesinos de Silvestre estaba un hijo de Balta. 
En el caso de que los asesinos hubieran actuado por su cuenta, la primera interrogante que salta es el motivo de tan espeluznante crimen. Tal vez el antecedente de uno de los asesinos daría una pista: Nájar era enemigo personal del coronel Balta, pues siendo subordinado suyo en un cuerpo del ejército había sufrido la pena de flagelación.

## Muerte de Tomás y Marceliano

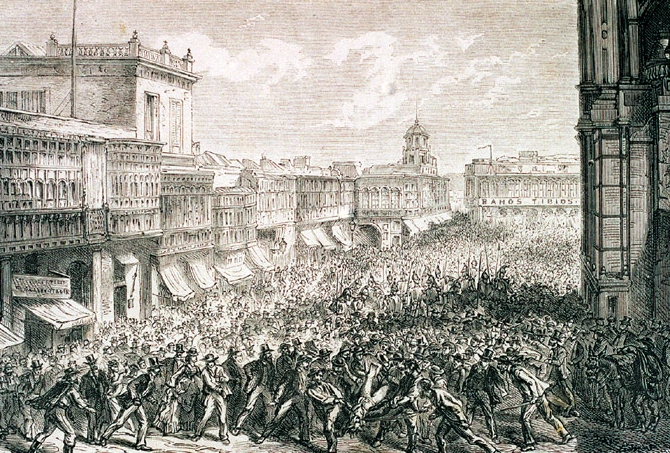
El cadáver de Marceliano Gutiérrez es arrastrado por las calles de Lima hacia la Plaza de Armas.

Ante la ebullición popular, Tomás decidió abandonar Palacio y atrincherarse en el cuartel de Santa Catalina, mientras que Marceliano se dirigió al Callao, con el batallón Zepita, para reprimir al pueblo alzado. 
En Lima, la población sublevada levantó barricadas frente al cuartel de Santa Catalina, que empezó a sufrir los rigores del sitio, por lo que Tomás salió con sus tropas, haciendo retroceder a los sitiadores. Pero la hostilidad de la población aumentó aún más al saberse la muerte de Balta. Tomás trató de huir de incógnito pero fue reconocido y perseguido por una turba; se refugió entonces en el interior de una botica del Jirón de la Unión; allí fue capturado y asesinado. Era el 26 de julio.
Mientras tanto, en el Callao, Marceliano adoptó disposiciones para repeler al pueblo, pero cuando se disponía a disparar un cañón de grueso calibre sufrió un disparo en el estómago, que le cegó la vida. Se dice que sus últimas palabras fueron: «Muere otro valiente» y que el tiro provino de uno de sus propios soldados. Fue enterrado en el Cementerio Baquíjano, pero al día siguiente un grupo de exaltados provenientes de Lima se llevaron el cadáver a rastras hasta la Plaza de Armas de la capital, donde fue arrojado a la hoguera que ya consumía los cuerpos de Tomás y Silvestre (27 de julio de 1872).